# Batalla del Isonzo (489)
La batalla del Isonzo, o batalla del Aesontius o batalla del Isontius es el nombre dado a una batalla que el 28 de agosto de 489 enfrentó a hérulos y ostrogodos en las riberas del río Isontius, cerca de Aquileia. Este río es ahora conocido como Isonzo en italiano y Soča en esloveno, haciendo a la batalla homónima con las 12 batallas del Isonzo de la Primera Guerra Mundial.
Teodorico el Grande, rey de los ostrogodos había lanzado ese mismo año su primera campaña contra el usurpador Odoacro en Italia. El 28 de agosto, los dos ejércitos se encontraron en el Isontius, donde los ostrogodos obligaron a retroceder a los hérulos pese a su inferioridad numérica. 
Tras la batalla Odoacro se retiró a Verona, donde ambas fuerzas librarían una segunda batalla.

## Batalla y secuelas
En 489, Teodorico condujo a los ostrogodos a través de los Alpes Julianos y hacia Italia. El 28 de agosto, Odoacro le salió al encuentro en el Isonzo, pero fue derrotado. Se retiró a Verona, llegando a sus afueras el 27 de septiembre, donde estableció inmediatamente un campamento fortificado. Teodorico le siguió y tres días más tarde le derrotó de nuevo. Mientras Odoacro se refugiaba en Rávena, Teodorico continuó por Italia hasta Mediolanum, donde la mayor parte del ejército de Odoacro, incluido su general en jefe Tufa, se rindió al rey ostrogodo. Teodorico no tenía motivos para dudar de la lealtad de Tufa y envió a su nuevo general a Rávena con una banda de soldados de élite, "pero Tufa cambió de bando, la fuerza de élite goda confiada a su mando fue destruida y Teodorico sufrió su primera derrota seria en suelo italiano". Teodorico retrocedió buscando seguridad en Ticinum. Odoacro emergió de Rávena y comenzó a asediar a su rival. Mientras ambos estaban plenamente comprometidos, los burgundios aprovecharon la oportunidad para saquear y devastaron Liguria. Muchos romanos fueron llevados al cautiverio, y no recuperaron su libertad hasta que Teodorico los rescató tres años más tarde.